# SNCASO SO.P-1 Ferblantine
Dimensions
Le SNCASO SO.P-1 Ferblantine est un planeur métallique, conçu en France durant la Seconde Guerre mondiale. Il fut construit à deux exemplaires.